# Zoothera major
Zoothera major — вид воробьиных птиц из семейства дроздовых. Ранее считался подвидом Zoothera dauma.

## Распространение
Эндемики островов Осима и Какерома, расположенных в северной части островов Рюкю (территория Японии).

## Описание
Крупные дрозды с отчетливо выраженным рисунком. Длина тела 29-31 см, вес около 172 г. Длина клюва составляет 3.1-3.3 см.

## Биология
Питаются беспозвоночными и фруктами. В кладке 3-4 яйца.

## Охранный статус
МСОП присвоил виду охранный статус NT. Гнездящаяся популяция с 1999 года оценивается и подсчитывается Клубом орнитологов Амами (Япония) по всему острову ежегодно в конце марта.